# Катастрофа Gippsland GA8 Airvan под Умео
Катастрофа Gippsland GA8 Airvan под Умео произошла 14 июля 2019 года. Самолёт Gippsland GA8 Airvan с 8 парашютистами на борту должен был выполнить рейс из Вестерботтена и вернуться обратно, но, в результате повреждения крыла, он разбился на Стурсандшере, островке в реке Умеэльвен, прилегающем к аэропорту Умео. Погибли все 9 человек на борту.

## Самолёт
Gippsland GA8-TC320 Airvan с регистрационным номером SE-MES был построен в 2012 году, и был передан на службу в Австралию, где получил регистрационный номер VH-EZS. Несколько лет спустя, самолёт был передан авиакомпании Skydive Umeå, где получил регистрационный номер SE-MES.

## Экипаж и пассажиры
По некоторым данным, гражданство людей на самолёте было таким:
| Гражданство людей на борту | Гражданство людей на борту | Гражданство людей на борту | Гражданство людей на борту |
| Гражданство                | Пассажиры                  | Экипаж                     | Всего                      |
| -------------------------- | -------------------------- | -------------------------- | -------------------------- |
| Швеция                     | 7                          | 1                          | 8                          |
| Австралия                  | 1                          | 0                          | 1                          |
| Всего                      | 8                          | 1                          | 9                          |

## Хронология событий
В 13:33 по местному времени 14 июля 2019 года самолет вылетел из аэропорта Умео с пилотом и восемью парашютистами на борту. По радио было передано сообщение о том, что самолет находился на высоте 4000 метров (13 000 футов), и парашютисты были готовы к прыжку, но вскоре после 14:00 самолет разбился на Стурсандшере, островке в реке Умеэльвен, расположенном рядом с аэропортом Умео. Все находившиеся на борту погибли. Свидетели сообщили, что некоторые из парашютистов пытались выпрыгнуть из самолета, прежде чем он разбился. Из-за этого дорога Ботниа была закрыта, но вновь открыта в 18:30. Эта авария стала самой смертоносной в истории самолёта Gippsland GA8 Airvan.
19 июля EASA издало экстренную директиву о летной годности, запрещающую эксплуатацию Gippsland GA8 Airvan в воздушном пространстве Европейского Союза, вступающую в силу 20 июля до дальнейшего уведомления. CASA также запретило эксплуатацию самолета в воздушном пространстве Австралии с 20 июля на 15 дней, но с возможностью продления срока действия. 20 июля CAANZ приостановил действие сертификатов летной годности всех самолетов Gippsland GA8 Airvan, эксплуатирующихся в Новой Зеландии. 25 июля CASA и EASA отменили запрет на полеты.

## Культурные аспекты
Про катастрофу Gippsland GA8 Airvan под Умео был снят короткоментражный фильм «Film om fallskärmsolyckan i Umeå den 14 juli 2019».

### Комментарии
1. В период эксплуатации с бортовым номером VH-EZS
2. ↑  В период эксплуатации с бортовым номером VH-EZS